# Enrico de la Tour-du-Pin
Enrico della Tour du Pin, detto anche Henri Dauphin (1296 – 1328), è stato un vescovo cattolico francese.
Era figlio di Umberto I del Viennois, barone della Tour du Pin, e di Anna di Borgogna.

## Biografia
Eletto all'età di 21 anni vescovo di Passavia, fu nominato il 4 maggio 1319 da papa Giovanni XXI vescovo di Metz, diocesi vacante da tre anni, mentre il capitolo della cattedrale era diviso fra Filippo di Bayonne e Pietro di Sierk..
Egli fu parimenti canonico di Rouen, Vienne, Clermont, Romans, Saint Juste de Lyon, Cambrai e arcidiacono di Worcester. Non fu mai ordinato prete.
Nel 1318 divenne reggente del Delfinato del Viennois in nome del nipote Ghigo VIII de la Tour-du-Pin, fino al 1323. Ricevette da Jean de Montluel, per suo nipote, la signoria di Montluel.
Nel 1323 vincolò il castello di Condé sotto forma di giuramento a Edoardo I di Bar conte di Bar per una somma di 6.000 lire da lui dovute. Questo debito era stato contratto da Renaud de Bar, suo predecessore. Nel 1324 dovette restituire il castello di Châtillon ad Enrico I, signore di Blamont, che quest'ultimo aveva affidato al suo predecessore.
Poiché egli continuava a chiedere denaro agli abitanti di Metz, questi cominciarono a manifestare il loro malcontento, così Enrico diede le dimissioni dalla sua Sede Apostolica il 25 agosto 1325, riprese lo stato laicale e si ritirò nel Delfinato.

## Ascendenza
|                              |                       |                        | Genitori                    |  |  | Nonni |  |  | Bisnonni                      |  |  | Trisnonni |  |
|                              |                       |                        |                             |  |  |       |  |  | Alberto III de la Tour du Pin |  |  | …         |  |
|                              |                       |                        |                             |  |  |       |  |  | Alberto III de la Tour du Pin |  |  | …         |  |
|                              |                       | …                      |                             |  |  |       |  |  | Alberto III de la Tour du Pin |  |  |           |  |
| Alberto IV de la Tour du Pin |                       |                        |                             |  |  |       |  |  | Alberto III de la Tour du Pin |  |  |           |  |
|                              |                       | Maria d'Alvernia       | Roberto IV d'Alvernia       |  |  |       |  |  |                               |  |  |           |  |
|                              |                       | Maria d'Alvernia       | Roberto IV d'Alvernia       |  |  |       |  |  |                               |  |  |           |  |
|                              |                       | Maria d'Alvernia       | Matilde di Borgogna         |  |  |       |  |  |                               |  |  |           |  |
| Umberto I del Viennois       |                       | Maria d'Alvernia       |                             |  |  |       |  |  |                               |  |  |           |  |
|                              |                       | Ugo I di Coligny       | Umberto II di Coligny       |  |  |       |  |  |                               |  |  |           |  |
|                              |                       | Ugo I di Coligny       | Umberto II di Coligny       |  |  |       |  |  |                               |  |  |           |  |
|                              |                       | Ugo I di Coligny       | Ida di Vienne               |  |  |       |  |  |                               |  |  |           |  |
| Beatrice di Coligny          |                       | Ugo I di Coligny       |                             |  |  |       |  |  |                               |  |  |           |  |
|                              |                       | Beatrice d'Albon       | Ghigo V d'Albon             |  |  |       |  |  |                               |  |  |           |  |
|                              |                       | Beatrice d'Albon       | Ghigo V d'Albon             |  |  |       |  |  |                               |  |  |           |  |
|                              |                       | Beatrice d'Albon       | Beatrice del Monferrato     |  |  |       |  |  |                               |  |  |           |  |
| Enrico de la Tour-du-Pin     |                       | Beatrice d'Albon       |                             |  |  |       |  |  |                               |  |  |           |  |
|                              | Ghigo VI del Viennois | Ugo III di Borgogna    |                             |  |  |       |  |  |                               |  |  |           |  |
|                              | Ghigo VI del Viennois | Ugo III di Borgogna    |                             |  |  |       |  |  |                               |  |  |           |  |
|                              | Ghigo VI del Viennois | Beatrice d'Albon       |                             |  |  |       |  |  |                               |  |  |           |  |
| Ghigo VII del Viennois       | Ghigo VI del Viennois |                        |                             |  |  |       |  |  |                               |  |  |           |  |
|                              |                       | Beatrice di Monferrato | Guglielmo VI del Monferrato |  |  |       |  |  |                               |  |  |           |  |
|                              |                       | Beatrice di Monferrato | Guglielmo VI del Monferrato |  |  |       |  |  |                               |  |  |           |  |
|                              |                       | Beatrice di Monferrato | Berta di Clavesana          |  |  |       |  |  |                               |  |  |           |  |
| Anna di Borgogna             |                       | Beatrice di Monferrato |                             |  |  |       |  |  |                               |  |  |           |  |
|                              |                       | Pietro II di Savoia    | Tommaso I di Savoia         |  |  |       |  |  |                               |  |  |           |  |
|                              |                       | Pietro II di Savoia    | Tommaso I di Savoia         |  |  |       |  |  |                               |  |  |           |  |
|                              |                       | Pietro II di Savoia    | Margherita di Ginevra       |  |  |       |  |  |                               |  |  |           |  |
| Beatrice di Savoia           |                       | Pietro II di Savoia    |                             |  |  |       |  |  |                               |  |  |           |  |
|                              |                       | Agnese di Faucigny     | Aimone II di Faucigny       |  |  |       |  |  |                               |  |  |           |  |
|                              |                       | Agnese di Faucigny     | Aimone II di Faucigny       |  |  |       |  |  |                               |  |  |           |  |
|                              |                       | Agnese di Faucigny     | Beatrice d'Auxonne ?        |  |  |       |  |  |                               |  |  |           |  |
|                              |                       | Agnese di Faucigny     |                             |  |  |       |  |  |                               |  |  |           |  |